# مهدی‌آباد احمدی
مهدی‌آباد احمدی یک روستا در ایران است که در دهستان شریف‌آباد (سیرجان) واقع شده‌است.